# Hassan Saaid
Hassan Saaid (* 4. März 1992 auf Gaafaru) ist ein Leichtathlet von den Malediven, der sich auf den Sprint spezialisiert hat.

## Sportliche Laufbahn
Erste internationale Erfahrungen sammelte Hassan Saaid bei den Südasienspielen 2010 in Dhaka, bei denen er mit der maledivischen 4-mal-100-Meter-Staffel in 41,39 s die Bronzemedaille hinter den Teams aus Indien und Sri Lanka gewann. Anschließend nahm er an den Juniorenasienmeisterschaften in Hanoi teil, schied dort aber über 200 und 400 Meter mit 22,77 s und 50,08 s jeweils in der ersten Runde aus. Im Oktober nahm er über beide Distanzen an den Commonwealth Games in Neu-Delhi teil, schied aber auch dort mit 22,07 s und 48,56 s im Vorlauf aus. Kurz darauf kam das Aus in der ersten Runde im 200-Meter-Lauf bei den Asienspielen in Guangzhou mit 22,16 s. Zwei Jahre später nahm er über 200 Meter an den Asienmeisterschaften in Pune teil und schied dort mit 21,37 s in der Vorrunde aus. Bei den Commonwealth Games 2014 in Glasgow ging er über 100 und 200 Meter an den Start und schied in beiden Bewerben mit 10,79 s und 21,38 s in der ersten Runde aus, wie auch bei den später in Incheon stattfindenden Asienspielen mit 10,59 s und 21,62 s.
2015 erreichte er bei den Asienmeisterschaften in Wuhan über 100 und 200 Meter das Halbfinale, in dem er mit 10,50 s bzw. 21,19 s ausschied. Dank einer Wildcard durfte er an den Weltmeisterschaften in Peking an den Start gehen und schied dort im 100-Meter-Lauf mit neuem Landesrekord von 10,42 s in der Vorrunde aus. Im Jahr darauf gewann er bei den Südasienspielen in Guwahati in 10,41 s die Silbermedaille über 100 Meter hinter Himasha Eashan aus Sri Lanka und gewann auch über 200 Meter in 21,15 s Silber hinter Vinoj De Silva aus Sri Lanka. Anschließend gelangte er bei den Hallenasienmeisterschaften in Doha im 60-Meter-Lauf bis in das Finale und belegte dort in 6,84 s den fünften Platz. Im August nahm er an den Olympischen Spielen in Rio de Janeiro teil und schied dort über 100 Meter mit 10,47 s im Vorlauf aus. 2017 wurde er bei den Islamic Solidarity Games in Baku in 10,42 s Vierter über 100 Meter und gelangte über 200 Meter in 21,23 s auf den sechsten Platz. Anschließend belegte er bei den Asienmeisterschaften in Bhubaneswar in 10,37 s Rang vier über 100 Meter und erhielt dadurch ein Freilos für die Weltmeisterschaften in London, bei denen er mit 10,45 s in der ersten Runde ausschied.
2018 nahm er erneut an den Asienspielen in Jakarta teil und schied dort über 100 Meter mit 10,67 s in der ersten Runde aus und ging anschließend über 200 Meter nicht mehr an den Start. Im Jahr darauf gelangte er bei den Asienmeisterschaften in Doha über 100 Meter bis in das Halbfinale und schied dort mit 10,56 s im Halbfinale aus, während er sich mit der Staffel mit 41,80 s nicht für das Finale qualifizieren konnte. Anfang Dezember siegte er in 10,49 s bei den Südasienspielen in Kathmandu und gewann damit die erste Goldmedaille für die Malediven überhaupt bei diesen Veranstaltung. Am Tag darauf gewann er über 200 Meter in 21,22 s die Bronzemedaille hinter dem Pakistani Uzair Rehman und Vinoj De Silva aus Sri Lanka. Zudem gelangte er mit der Staffel in 49,87 s auf den fünften Platz. Bei den Olympischen Sommerspielen 2021 in Tokio verpasste er mit einer Saisonbestleistung von 10,70 s als Vierter des ersten Qualifikationslaufes um einen Rang gegen Yeykell Romero aus Nicaragua die Vorläufe. 2022 startete er über 60 Meter bei den Hallenweltmeisterschaften in Belgrad und kam dort mit 6,87 s nicht über den Vorlauf hinaus. Anschließend schied er bei den Weltmeisterschaften in Eugene mit 10,83 s im Vorlauf aus und anschließend schied er bei den Commonwealth Games in Birmingham mit 10,75 s und 22,32 s in der Vorrunde über 100 und 200 Meter aus. Daraufhin schied er auch bei den Islamic Solidarity Games in Konya mit 10,60 s und 21,69 s im Vorlauf aus. Im Jahr darauf kam er bei den Asienspielen in Hangzhou mit 10,71 s nicht über den Vorlauf über 100 Meter hinaus und verpasste mit der Staffel mit 42,19 s den Finaleinzug. 2024 schied er bei den Hallenasienmeisterschaften in Teheran mit 6,95 s in der ersten Runde über 60 Meter aus und anschließend schied er auch bei den Hallenweltmeisterschaften in Glasgow mit 6,93 s im Vorlauf aus. Im Jahr darauf kam er bei den Hallenweltmeisterschaften in Nanjing mit 7,05 s ebenfalls nicht über die Vorrunde hinaus.
In den Jahren 2018 und 2019 sowie 2021 und 2022 wurde Saaid maledivischer Meister im 100-Meter-Lauf sowie 2018, 2021 und 202 über 200 Meter und 2019, 2021 und 2022 im 400-Meter-Lauf. 

## Persönliche Bestleistungen
- 100 Meter: 10,33 s (+1,9 m/s), 16. April 2016 in Kingston (Landesrekord)
  - 60 Meter (Halle): 6,75 s, 19. Februar 2016 in Doha (Landesrekord)
- 200 Meter: 20,75 s (+1,0 m/s), 11. Juli 2016 in Bangalore (Landesrekord)
- 400 Meter: 47,48 s, 1. Juni 2013 in Kingston (Landesrekord)